# Zonitis rostrata
Zonitis rostrata es una especie de coleóptero de la familia Meloidae.

## Distribución geográfica
Habita en Victoria (Australia).